# Meilenstein (Landsberg)

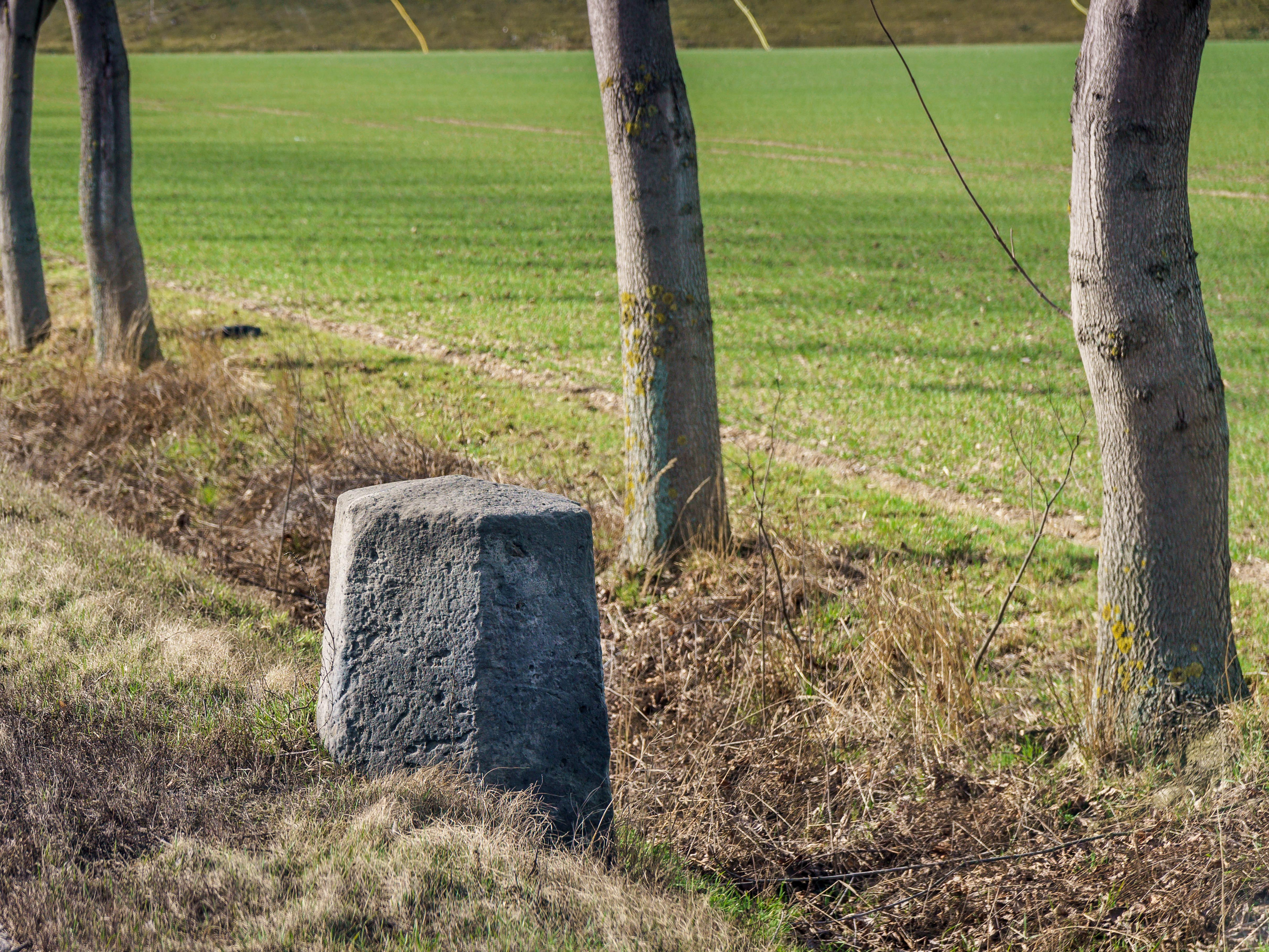
Preußischer Ganzmeilenstein bei Landsberg

Der Meilenstein von Landsberg im Saalekreis befindet sich an der Bundesstraße 100. Diese ist hier identisch mit der preußischen Chaussee Berlin–Kassel, die in zahlreichen Teilabschnitten in den 1820er Jahren erbaut wurde. Im Zuge dieser Baumaßnahmen wurden auch der ungewöhnlich geformte Meilenstein gesetzt. Die Besonderheit, dass hier ein Sechskantstein gewählt wurde, teilt er mit nur wenigen Meilensteinen in ganz Deutschland. Diese befinden sich so gut wie alle entlang des Chausseeabschnitts Wittenberg–Halle, die anderen bekannten Exemplare im heutigen Stadtgebiet von Berlin. Sein nächster Nachbar in dieser Ausformung ist der Meilenstein in Roitzsch.
Direkt neben dem unter Denkmalschutz stehenden Meilenstein befand sich zeitweise ein Kilometerstein mit der Aufschrift „15,0“, was der Aufschrift des Steins („2 Ml“) entspricht, da eine preußische Meile 7,532 Kilometer lang war. Beide Angaben beziehen sich auf die Entfernung nach Halle. Da Landsberg bis 1815 zum Kurfürstentum Sachsen gehörte, besitzt es zudem im Stadtzentrum eine kursächsische Postmeilensäule.
Warum auf diesem Abschnitt der Chaussee Berlin–Kassel nur die Ganzmeilensteine erhalten blieben, ist noch nicht abschließend geklärt. Historische Karten zeigen, dass an der Straße die Meilensteine im Viertelmeilenabstand standen. Im Denkmalverzeichnis ist der teilweise versunkene Stein unter der Erfassungsnummer 094 98371 als Kleindenkmal verzeichnet.